# Амангельди — Тараз
Амангельды — Тараз — газопровід на півдні Казахстану.
У 2003 році почато розробку газового родовища Амангельди. Для видачі товарного газу спорудили трубопровід довжиною 193 км та діаметром 530 мм до району Таразу, де він під'єднується до компресорної станції № 5 системи Бухарський газоносний регіон — Ташкент — Бішкек — Алмати.
Можливо також відзначити, що в подальшому через установку підготовки Амангельди також пустили ресурс з ряду інших малих родовищ, як то:
- в 2014 році з родовищ Айракти та Жаркум, для чого проклали газопровід довжиною 16 км та діаметром 219 мм;
- в 2023 році з родовища Анабай, яке під'єднали газопроводом завдовжки 29 км з діаметром 219 мм.[2][3][4]